# Roman Antczak

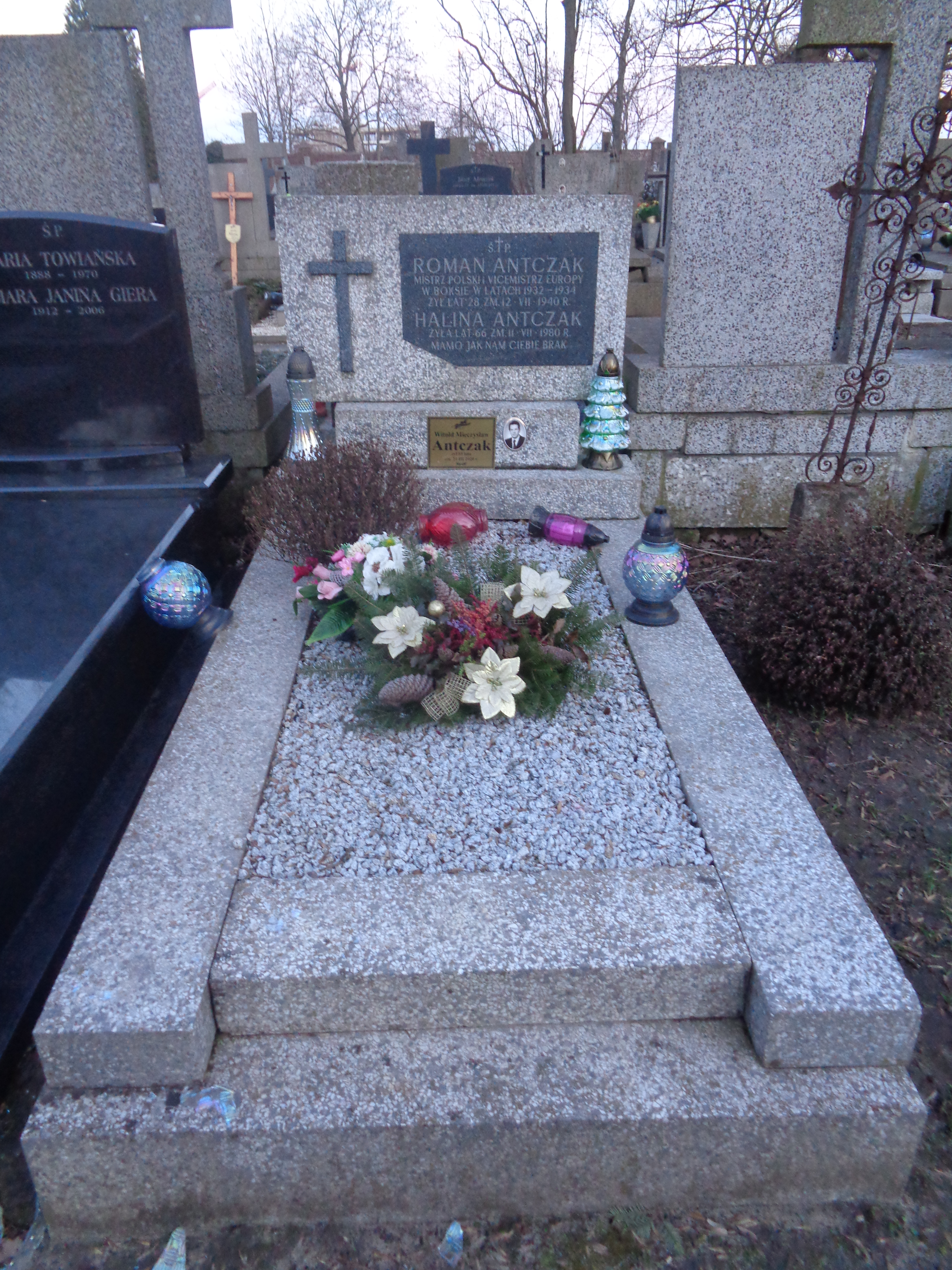
Grób Romana Antczaka na Cmentarzu Bródnowskim w Warszawie

Roman Feliks Antczak (ur. 10 maja 1912 w Warszawie, zm. 12 lipca 1940 tamże) – polski bokser, reprezentant Polski, wicemistrz Europy.

## Kariera sportowa
Pięściarstwem zainteresował się w 1930 roku, wstępując do klubu Skoda Warszawa. Dysponując dobrymi warunkami fizycznymi, robił szybkie postępy w ringu i stał się czołowym pięściarzem kategorii półciężkiej w Polsce. Startując w mistrzostwach Polski dwa razy został mistrzem kraju, w 1933 i 1934 roku. Największym sukcesem w jego karierze było wywalczenie tytułu wicemistrza Europy wagi półciężkiej na mistrzostwach Europy w Budapeszcie 1934 roku. 
Dwa razy, w latach 1933–1934, wystąpił w reprezentacji Polski – doznając dwóch porażek.
Jego karierę sportową przerwała w 1935 roku choroba płuc.
Pochowany na cmentarzu Bródnowskim w Warszawie (kw. 110 S II 20).